# Gran Premio Internacional de Fronteras y la Sierra de la Estrella
El Gran Premio Internacional de Fronteras y la Sierra de la Estrella (en portugués: Grande Prémio Internacional Beiras e Serra da Estrela) es una carrera ciclista profesional por etapas por las regiones de Cova da Beira y Sierra de la Estrella en Portugal. La prueba se creó en 2016 y recibió la categoría 2.1 dentro de los Circuitos Continentales UCI formando parte del UCI Europe Tour.

## Palmarés
| Año  | Ganador        | Segundo                  | Tercero          |
| ---- | -------------- | ------------------------ | ---------------- |
| 2016 | Joni Brandão   | Sergio Pardilla          | Edgar Pinto      |
| 2017 | Jesús del Pino | Alexandr Yevtushenko     | Beñat Txoperena  |
| 2018 | Dmitri Strajov | César Fonte              | Joni Brandão     |
| 2019 | Edwin Ávila    | Vicente García de Mateos | Joni Brandão     |
| 2023 | Artem Nych     | Abel Balderstone         | Pelayo Sánchez   |
| 2024 | Artem Nych     | Alex Molenaar            | Mauricio Moreira |
| 2025 | Alexis Guérin  | Jesús David Peña         | Artem Nych       |

## Palmarés por países
| País     | Victorias |
| -------- | --------- |
| Rusia    | 3         |
| Portugal | 1         |
| España   | 1         |
| Colombia | 1         |
| Francia  | 1         |